# Synodontis sorex
Synodontis sorex е вид лъчеперка от семейство Mochokidae. Видът не е застрашен от изчезване.

## Разпространение
Разпространен е в Бенин, Буркина Фасо, Гана, Гвинея, Египет, Етиопия, Камерун, Мали, Нигер, Нигерия, Сенегал, Того, Чад и Южен Судан.

## Описание
На дължина достигат до 36 cm.